# Emberiza cineracea
Emberiza cineracea là một loài chim trong họ Emberizidae.